# 清家章
清家章（せいけ あきら、1967年- ）は、日本の考古学者、岡山大学教授。

## 人物・来歴
大阪府生まれ。1993年大阪大学大学院文学研究科前期課程修了。2008年「古墳時代の埋葬原理と親族構造」で文学博士。豊中市教育委員会、大阪大学文学部助手、高知大学人文学部助教授、同教授を経て、岡山大学文学部社会文化科学研究科教授、埋蔵文化財調査研究センター副センター長。2010年『古墳時代の埋葬原理と親族構造』で女性史学賞受賞。

## 著書
- 『古墳時代の埋葬原理と親族構造』大阪大学出版会, 2010.1
- 『卑弥呼と女性首長』学生社, 2015.1
- 『埋葬からみた古墳時代 女性・親族・王権』(歴史文化ライブラリー) 吉川弘文館, 2018.5

## 論文
- ＜清家章